# 오카다 유키코
오카다 유키코(岡田 有希子, 1967년 8월 22일 ~ 1986년 4월 8일)는 일본의 가수이자 배우이다. 본명은 사토 카요(佐藤 佳代), 애칭은 윳코(ユッコ)이다.

## 생애
아이치현 이치노미야시에서 태어나 나고야시 아츠타 구에서 자랐다. 1983년에 오디션 방송 《스타 탄생!》(スター誕生!) 제46회 결전대회에서 나카모리 아키나의 〈슬로우 모션〉을 불러 우승을 차지하고 연예계에 입문했다.
1984년 4월 21일 싱글 'FIRST DATE'로 데뷔하고, 같은 해 열린 일본 레코드 대상에서 신인상을 수상했다.

## 사망
콘서트 시작 후인 1986년 4월 8일 오전 9시경, 오카다 유키코는 자택에서 가스를 피워 자살을 시도 하였으나, 이웃 주민들이 독한 가스 냄새가 난다며 경비원에게 110번으로 신고하여 발견한 관리인에 의해 구조되었다.
이후 기타아오이야마 병원에서 치료를 받다가 곧 퇴원하였으나 3시간 후 도쿄 신주쿠 구 요츠야에 있던 선 뮤직 건물 옥상에서 뛰어내려 투신자살하였다. 투신 즉시 즉사했으며 이 때 그녀의 나이 만 18세였다. 원인으로는 실연을 비관하여 자살하였다는 이야기도 있었다. 그리고 소속사에서는 유키코의 가족에게조차 유서를 공개하지 않았으며 잠복해 있던 기자가 뉴스 보도중에 유키코의 시신을 모자이크 처리를 하지 않고 뉴스에 보도했다.
그녀가 투신자살한 이후, 베르테르 효과로 청소년 자살률이 유례없이 증가하기도 했다. 원래 5월에 발매하려던 싱글 '꽃의 이미지 (花のイマージュ)'는 그녀의 죽음으로 선보이지 못하였으나 이후 1999년 3월에 한정 박스셋에 포함되어 팬들에게 알려졌다. 법명은 유교인샤쿠니카호(일본어: 侑樂院釋尼佳朋)이다.

## 음반

### 싱글
1. ファースト・デイト (1984년 4월 21일)
2. リトル プリンセス (1984년 7월 18일)
3. -Dreaming Girl- 恋、はじめまして (1984년 9월 21일)
4. 二人だけのセレモニー (1985년 1월 16일)
5. Summer Beach (1985년 4월 17일)
6. 哀しい予感 (1985년 7월 17일)
7. Love Fair (1985년 10월 5일)
8. くちびるNetwork (1986년 1월 29일)
9. 花のイマージュ (1986년 5월 14일, 발매 중지 싱글)
10. Believe In You (2003 Strings Version) (2002년 12월 4일, 선행 싱글)

### 앨범

#### 오리지널 앨범
1. シンデレラ (1984년 9월 5일 LP, 카세트 / 1984년 12월 21일 CD)
2. FAIRY (1985년 3월 21일)
3. 十月の人魚 (1985년 9월 18일)
4. ヴィーナス誕生 (1986년 3월 21일)

#### 베스트 앨범
1. 贈りもの (1984년 11월 28일)
2. 贈りものII (1985년 12월 5일 LP, 카세트 / 1985년 12월 15일 CD)
3. メモリアルBOX (1999년 3월 17일)
4. ALL SONGS REQUEST (2002년 5월 15일)
5. 贈りものIII 岡田有希子CD/DVD-BOX (2002년 12월 18일)
6. ザ・プレミアムベスト 岡田有希子 (2012년 11월 21일)
7. ゴールデン☆アイドル 岡田有希子 (2014년 7월 30일)
8. 岡田有希子 Mariya's Songbook (2019년 10월 16일)